# それ行けエビス丸 からくり迷路 消えたゴエモンの謎!!
『それ行けエビス丸 からくり迷路 消えたゴエモンの謎!!』（それゆけエビスまる からくりめいろ きえたゴエモンのなぞ）は、コナミが開発し1996年3月29日に発売されたパズルゲーム。『がんばれゴエモン』シリーズの外伝作品で、スーパーファミコン版シリーズ最終作。

## 概要
『がんばれゴエモン』シリーズのサブキャラクター、エビス丸が主人公として活躍する。マルチエンディング制となっており、真のエンディングでは『がんばれゴエモン2』及び『消えた黄金キセル』のパラレルストーリーであることが明かされる。
今作はバックアップによるセーブはなく、パスワード制となっている（文字列をならべたものではなく、横5×縦4マスのワクにキャラクターの絵を組み合わせていくもの）。

## ステージ
町ステージ
町人から情報を集めたり、万屋でアイテムを購入することができる。なかには絵柄を揃えて小判を稼げるスロット屋などが存在する。
道中ステージ
本作のメインとなる、アクションパズルステージ。1つの道中は7つのステージで構成されている。
プレイヤーの目的はステージ上にある矢印の書かれた座布団を回転させ、ゴールまでエビス丸を誘導すること。ステージによってはアイテムやスイッチなどのやくものを利用しないとゴールまでたどり着けない場合もある。エビス丸はステージ内の道や矢印に従って常に歩き回っており、ダッシュさせることは出来るが、直接進行方向を指示することはできない。
エビス丸がステージ場外に落ちる、敵に触れる、時間切れなどでミスとなり、残機数が1つ減る。残機がなくなるとゲームオーバー。コンティニューは何度でも可能で、再開は最後にパスワードを見た地点からとなる。
ボスステージ
基本操作は道中ステージと同じだが、エビス丸の後ろに犬がついてくる。その犬のフンをボス敵に踏ませることでダメージを与えることができる。ただしエビス丸自身も犬のフンを踏むとミスになる。なお、ボスステージには制限時間がない。

## キャラクター紹介
エビス丸
声：緒方賢一
正義の忍者を自称するゴエモンの相棒。ゴエモンが「からくりアイランド」に出掛けたために留守を頼まれたが、ゴエモンが帰ってこないため、からくりアイランドに赴く。
ゴエモン
はぐれ町に住む天下の義賊。「からくりアイランド」に出掛けたまま、行方不明になった。
からくりごんざえもん
『がんばれゴエモン2』のラスボス。今作では「からくりアイランド」の支配者となっており、からくり帝国を復活させ、ゴエモン達に復讐しようとした。
サスケ
ストーリーには直接関わらないが、ノーマルエンドの最後に登場し、プレイヤーに真のエンディングへの行き方を説明する。

## サウンドトラック
がんばれゴエモン さうんど玉手箱 ～オリジナル・サウンドトラック BOX～ （EMCA-0027）
- 上記の DISC 10 に収録されている。2017年5月26日発売。